# Ubá
Ubá là một đô thị thuộc bang Minas Gerais, Brasil. Đô thị này có diện tích 407,699 km², dân số năm 2007 là 94228 người, mật độ 231,5 người/km².